# Os Bêbados
Os Bêbados ou Festejando o São Martinho é um quadro do pintor português José Malhoa, criado em 1907. Pintura a óleo sobre tela, mede 150 cm de altura e 200 cm de largura.
O quadro está no Museu de José Malhoa das Caldas da Rainha.